# Regierung der Palästinensischen Autonomiebehörde vom März 2006
Die Regierung der Palästinensischen Autonomiebehörde wurde durch Ministerpräsident Ismail Haniyya am 29. März 2006 gebildet und am  14. Juni 2007 wieder aufgelöst. Das Kabinett bestand ausschließlich aus Mitgliedern von Hamas und mit ihr sympathisierenden Unabhängigen.

## Liste der Mitglieder
| Minister             | Portefeuille                                                 | Politische Ausrichtung |
| Ismail Haniyya       | Premierminister/Minister für Sport und Jugend                | Hamas                  |
| Mahmud al-Zahar      | Auswärtiges                                                  | Hamas                  |
| Omar Abdul-Razeq     | Finanzen                                                     | Hamas                  |
| Said Siam            | Inneres und zivile Angelegenheiten                           | Hamas                  |
| Basem Naim           | Gesundheit                                                   | Hamas                  |
| Alaeddin al-A'raj    | Wirtschaft                                                   | Hamas                  |
| Fakhri Turkman       | Soziale Fragen                                               | Unabhängig             |
| Wasfi Mustafa Qabha  | Häftingsfragen                                               |                        |
| Naser Eddin al Shaer | Stellvertretender Premierminister/Bildung und höhere Bildung | Hamas                  |
| Yousef Rizqa         | Information                                                  | Hamas                  |
| Mariam Saleh         | Frauenfragen                                                 | Hamas                  |
| Ahmad Khaldi         | Justiz                                                       | Unabhängig             |
| Jamal al Khudari     | Telekommunikation und Informationstechnologie                | Unabhängig             |
| Abdul Rahman Zeidan  | Öffentliche Arbeiten                                         | Hamas                  |
| Joudeh George Murqos | Tourismus                                                    | Unabhängig             |
| Attallah Abul Sabeh  | Kultur                                                       | Hamas                  |
| Ziad Al-Thatah       | Verkehr                                                      | Hamas                  |
| Nayef Rajoub         | Religiöse Fragen                                             | Hamas                  |
| Samir Abu Eisheh     | Planung                                                      | Hamas                  |
| Mohammed al Agha     | Landwirtschaft                                               | Hamas                  |
| Khaled Abu Arafeh    | Minister ohne Portefeuil                                     | Hamas                  |
| Issa Ja'bari         | Lokale Verwaltung                                            | Hamas                  |
| Atef Udwan           | Flüchtlinge                                                  | Hamas                  |
| Muhammad Barghuti    | Arbeit                                                       | Hamas                  |
| Mohammed Awad        | Kabinettschef                                                | Hamas                  |